# テッド・グリフィン
テッド・グリフィン（Ted Griffin, 1970年12月21日 - ）は、アメリカ合衆国の脚本家、プロデューサーである。『ラビナス』、『マッチスティック・メン』、『オーシャンズ11』などにクレジットされている。

## 生い立ち
カリフォルニア州パサデナで生まれ、1993年にコルゲート大学を卒業した。
祖父母は映画監督のウィリアム・A・サイターと女優のマリアン・ニクソン、兄弟は同じく脚本家のニコラス・グリフィンである。

## キャリア
2005年、オリジナル脚本を書いた『迷い婚 -全ての迷える女性たちへ-』で監督デビューを果たす予定であったが、撮影開始から12日後にロブ・ライナーと交代した。近作ではリライトを務めたアシュトン・カッチャー主演の『キス&キル』がある。
テレビではFXチャンネルの『Terriers』のクリエイターを務めた。

## フィルモグラフィ

### 映画
- ラビナス Ravenous (1999) 脚本
- 完全犯罪 Best Laid Plans (1999) 脚本
- オーシャンズ11 Ocean's 11 (2001) 脚本
- マッチスティック・メン Matchstick Men (2003) 脚本・製作
- 迷い婚 -全ての迷える女性たちへ- Rumor Has It… (2005) 脚本
- マイレージ、マイライフ Up in the Air (2009) 製作総指揮
- キス&キル Killers (2010) 脚本
- Prom (2011) 製作
- ペントハウス Tower Heist (2011) 脚本・原案
- Shoot the Messenger (2012) 監督・脚本・製作

### テレビシリーズ
- ザ・シールド ルール無用の警察バッジ The Shield (2006) 第5シーズン第8話脚本
- Terriers (2011) 企画、2話監督、2話脚本、9話製作総指揮
- パトリオット Patriot (2017) 監督